# Nildo (ur. 1983)
Nildo França Júnior (ur. 7 grudnia 1983 w Vitórii) – brazylijski piłkarz, występujący na pozycji napastnika. Od 2016 roku zawodnik Olimpii Grudziądz. 

## Kariera
Grał w juniorach Vitórii FC oraz Desportivy Cariacica. W 2006 roku był piłkarzem Mogi Mirim, natomiast w roku 2007 grał w klubach AA Coruripe oraz CFZ de Brasília. W latach 2008–2009 był zawodnikiem wietnamskiego Boss Bình Định, po czym został graczem Górnika Łęczna. W klubie tym grał do 2012 roku, i w 61 meczach strzelił 18 goli. W latach 2012–2015 grał w klubach azerskiej Premyer Liqi: AZAL Baku, Xəzərze Lenkoran oraz İnterze Baku. W okresie gry w Azerbejdżanie zagrał 85 meczów ligowych, strzelając 37 bramek. W styczniu 2016 roku został zawodnikiem Olimpii Grudziądz.

## Statystyki ligowe
| Sezon         | Klub              | Liga                                     | Mecze | Gole |
| ------------- | ----------------- | ---------------------------------------- | ----- | ---- |
| 2006          | Mogi Mirim EC     | Campeonato Brasileiro Série C            | ?     | ?    |
| 2007 (j)      | AA Coruripe       | Campeonato Alagoano                      | ?     | ?    |
| 2007 (w)      | CFZ de Brasília   | Campeonato Brasiliense (Segunda Divisão) | ?     | ?    |
| 2008          | Boss Bình Định    | V.League 1                               | ?     | ?    |
| 2009          | Boss Bình Định    | V.League 2                               | ?     | ?    |
| 2009/2010 (w) | Górnik Łęczna     | I liga                                   | 4     | 0    |
| 2010/2011     | Bogdanka Łęczna   | I liga                                   | 31    | 6    |
| 2011/2012     | Bogdanka Łęczna   | I liga                                   | 26    | 12   |
| 2012/2013     | AZAL Baku         | Premyer Liqa                             | 32    | 21   |
| 2013/2014     | Xəzər Lenkoran    | Premyer Liqa                             | 30    | 8    |
| 2014/2015 (j) | Xəzər Lenkoran    | Premyer Liqa                             | 1     | 0    |
| 2014/2015     | İnter Baku        | Premyer Liqa                             | 22    | 8    |
| 2015/2016 (w) | Olimpia Grudziądz | I liga                                   | 14    | 9    |
| 2016/2017     | Olimpia Grudziądz | I liga                                   | 4     | 0    |
| 2017/2018 (j) | Olimpia Grudziądz | I liga                                   | 8     | 0    |